# Nardis
Nardis est une composition de Miles Davis datant de 1958. Miles l’a écrite durant sa période modale pour que Cannonball Adderley la joue sur son album Portrait of Cannonball,. Le pianiste Bill Evans l’a interprétée à de nombreuses reprises et il existe des interrogations, selon certains auteurs et musiciens, selon lesquelles c'est ce dernier qui est le véritable compositeur du titre.

## Autres interprétations
- George Russell Sextet, Ezz-thetics (1961)
- Neal Ardley's New Jazz Orchestra, inclus un arrangement par Ian Carr sur l'album de jazz britannique Le Déjeuner sur l'Herbe (1969)[3].
- Richie Beirach, Eon (1974)[4] & Elegy for Bill Evans (1981)[5]
- The Great Jazz Trio (Hank Jones, piano; Ron Carter, contrebasse; Tony Williams, batteur), The Great Jazz Trio at the Village Vanguard Vol. 2 (1977)
- Richard Davis avec Joe Henderson, Fancy Free (1977)
- Ralph Towner, Solo Concert (1979)
- The Kronos Quartet avec le contrebassiste Eddie Gómez, Music of Bill Evans (1986)
- Le pianiste Fred Hersch a enregistré "Nardis" dans un format medley avec Ornette Coleman's "Lonely Woman" sur deux albums : Evanessence: A Tribute to Bill Evans (1990)[6] et Alive at the Vanguard (2012)[7].
- Jacky Terrasson, Smile (2002)
- The John Abercrombie Quartet, Up and Coming (2016)
- Marc Johnson included the composition in his solo 2022 album Overpass[8],[9].
- Marcin Patrzalek's 2024 album "Dragon in Harmony" included an arrangement.

## Controverses autour du titre et du véritable compositeur
Le titre du morceau est resté un mystère. Selon le critique de jazz Ted Gioia, un « témoignage de troisième main » raconte que Davis aurait entendu « un fan demander une chanson à un Bill Evans peu coopératif, qui aurait répondu : "Je ne joue pas ce genre de trucs... Je suis un artiste." Ajoutez un léger accent du New Jersey à cette dernière phrase, et vous obtenez quelque chose de similaire à Nardis. En attendant une meilleure hypothèse, celle-ci fera l’affaire. ».
Le batteur Joe LaBarbera note : « Tout au long de sa carrière, Bill a joué [Nardis] si souvent et si bien que beaucoup ont supposé qu’il l’avait composée, malgré ses dénégations constantes en être l’auteur. ». Et il est vrai qu’Evans n’hésitait pas à revendiquer la paternité de Blue in Green. 
Néanmoins, le pianiste Richie Beirach, qui a enregistré « Nardis » lui-même, a plaidé en faveur de la paternité d'Evans, soulignant qu'il s'agissait d'une œuvre plus sophistiquée que celle que Davis écrivait habituellement, qu'elle semblait être une œuvre de pianiste, que ses principes de composition ressemblaient à ceux d'autres œuvres d'Evans, que Davis ne l'avait jamais enregistrée et qu'Evans l'avait jouée tout au long de sa carrière. Beirach a cependant admis que son argument reposait en grande partie sur une intuition, supposant qu'Evans aurait peut-être cédé les droits de publication à Davis dans le cadre d'un « accord commercial », et concluant que « quel que soit l'auteur de Nardis, c'est un cadeau de toute une vie pour nous tous ».